# Синдуальность
«Синдуальность» (англ. Synduality) — японский мультимедийный проект, созданный компанией Bandai Namco Holdings. Включает в себя аниме-сериал «Синдуальность: Нуар» (Synduality: Noir), выпущенный Bandai Namco Filmworks и анимированный студией 8-Bit, премьера которого состоялась в июле 2023 года на канале TV Tokyo и его дочерних сетях.

## Проекты

### Синдуальность: Нуар
В сентябре 2022 года был анонсирован аниме-сериал, созданный Bandai Namco Filmworks и анимированный студией 8-Bit. Сериал получил название «Синдуальность: Нуар». Его режиссёром выступил Юсукэ Ямамото, сценаристами — Такаси Аосима и Хадзимэ Камосида, дизайн персонажей разработал Кенъитиро Кацура, а музыку написал Масато Накаяма.
Премьера состоялась 11 июля 2023 года на канале TV Tokyo и его дочерних сетях. Вступительную песню «Raytracer» исполнила группа Stereo Dive Foundation, а эндинг «Eureka» — группа Arcana Project.
Премьера второй части на телеэкранах Японии состоялась 8 января 2024 года. Во второй части аниме «Cиндуальность: Нуар» вступительную песню «Aire» (яп. «アイレ») исполнила группа Arcana Project, а эндинг «Drifters» — группа Stereo Dive Foundation.
24 сентября 2023 года, во время мероприятия «Synduality Project TGS Special Stage» на Tokyo Game Show 2023 было объявлено о выходе второй части «Синдуальность: Нуар», премьера которой намечена на январь 2024 года.
Аниме-сериал транслируется по всему миру на платформах Disney+, Star+ в Латинской Америке и Hulu в США.

### Синдуальность: Эхо Ады
Сейчас игра находится в бета-тестировании игроками, а официально игра поступит в свободную продажу 17 января 2025 для тех, кто купит игру в предрелизе. А 25 января игру можно будет купить всем желающим по обычной цене.[9]